# Jean-Baptiste-Antoine Ferland
Pour les articles homonymes, voir Ferland.
Jean-Baptiste-Antoine Ferland ou l'Abbé Ferland, fils d’Antoine Ferland, marchand, et d’Élizabeth Lebrun de Duplessis, né le 25 décembre 1805 à Montréal et décédé le 11 janvier 1865 à Québec), est un prêtre catholique, professeur et historien du Régime français,,. Il est l’auteur du magistral « Cours d’histoire du Canada », aussi publié sous le titre « La France dans l’Amérique du Nord », paru en deux parties, en 1861 puis 1865.

## Biographie
La famille de Jean-Baptiste-Antoine Ferland est originaire de la Vendée et du Poitou. Elle s’établit à l’île d’Orléans au milieu du XVIIe siècle. Son père, Antoine, né à Saint-Pierre, de la même île, décède avant sa naissance. Sa mère est « une des filles de M. Lebrun de Duplessis, l’un des quatre avocats qui eurent le courage de demeurer à Québec, après la conquête, pour y défendre les droits des vaincus ».
En 1813, à l’âge de 8 ans, Jean-Baptiste-Antoine Ferland va habiter à Kingston (Haut-Canada) avec sa mère ; c’est l’abbé Rémi Gaulin, curé de Saint-Raphaël de Kingston, qui l’initie alors aux éléments du français et de l’anglais ; Gaulin le fait admettre au Collège de Nicolet en 1816 où, sous la protection de Mgr Joseph-Octave Plessis, dont Ferland écrit la biographie 25 ans plus tard, il peut compléter son cours classique (1816 à 1823),,,,.
Il est ordonné prêtre à l’âge de 22 ans en 1828. Dès son ordination, il est nommé vicaire à la paroisse Notre-Dame de Québec. Il exerce ensuite son ministère, de 1834 à 1841, dans les paroisses Fraserville (Rivière-du-Loup), Saint-Roch de Québec, Saint-Isidore, proche de Lévis, Sainte-Foy et Sainte-Anne-de-Beaupré.
En 1834, en compagnie de Mgr Pierre-Flavien Turgeon, il fait un voyage sur les côtes de la Gaspésie, dont il publie le récit 25 ans plus tard. Grâce à sa maîtrise de l’anglais, on fait appel à ses services chez les minorités anglo-catholiques. Ainsi, en 1847, il se dévoue auprès des immigrants irlandais atteints du typhus à la Grosse Île.

## Collège de Nicolet
En 1841, il revient au Collège de Nicolet où, pendant neuf ans, il sera d’abord professeur de littérature, d'histoire et de philosophie, préfet des études de 1841 à 1850, directeur de 1842 à 1848 et supérieur de 1849 et 1850,.
Il quitte le collège en 1850 et retourne à Québec où il devient membre de la chancellerie épiscopale, trésorier de l'Œuvre de la propagation de la foi et aumônier de la garnison de Québec. En 1852, il visite l’Île d’Anticosti, qui lui inspire la légende du sorcier Gamache (voir plus loin). En 1858, il visite la population catholique sur la côte du Labrador.

## L’historien
À partir de cette époque, Ferland consacre ses loisirs à la recherche historique. 

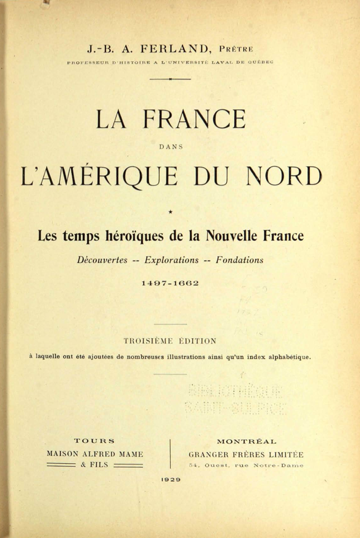
Page-titre de « La France dans l'Amérique du Nord ».
Image tirée des collections de Bibliothèque et Archives nationales du Québec (BAnQ).

En 1853, il publie ses « Observations sur l'histoire ecclésiastique du Canada », une réfutation et une critique de l'œuvre de l'Abbé Brasseur de Bourburg ; ce livre est réimprimé en France 1854. « Il (lui) importe de réfuter les allégations de l'Abbé Brasseur de Bourbourg qui a publié à Paris, en 1852, une « Histoire du Canada » farcie d'inexactitudes et de jugements erronés. En même temps, Ferland étudie les registres de Notre-Dame de Québec et les documents ayant trait aux origines de la Nouvelle-France ».
L’année suivante, soit 1854, il publie ses « Notes sur les registres de Notre-Dame de Québec ». Ferland « rappelle brièvement les épisodes de la venue des Français au Canada de 1534 à l'ouverture du premier registre à Québec le vingt-quatre octobre 1621, s'intéresse aux autres colonies d'Amérique du Nord (Nouvelle-Angleterre et Nouvelle-Hollande), fait des notations utiles sur l'état socio-économique de la Nouvelle-France dans ses débuts ».

## Cours d'histoire du Canada
Sa carrière d’historien s’affirme davantage quand, le 10 juillet 1855, il est nommé professeur à la faculté des arts de l’Université Laval, dont il deviendra doyen le 18 mars 1864.
Il entreprend alors à ce titre une série de conférences sur l’histoire du Canada. Pour mieux étoffer sa matière, il fait un voyage de recherche à Paris, de 1856 à 1857. À son retour il donne avec succès, de 1858 à 1862, son cours public d’histoire du Canada qui se voulait « une riposte aux adversaires du clergé et de la nation ». Cet enseignement est le fondement de son œuvre publiée la mieux connue, le « Cours d’histoire du Canada », dont le premier tome paraît en 1861 et le second en 1865. Au fil des années, le professeur Ferland attire à l’université « un auditoire dont il est difficile de préciser l’importance et la composition. Néanmoins, il semble que ce petit homme trapu, obèse, intelligent, enjoué, peu éloquent a attiré des foules considérables. En effet, selon Antoine Gérin-Lajoie, élève de Ferland à Nicolet, sa conférence sur les années de la Conquête fut donnée devant une assistance de 300 à 400 personnes »,.

« Durant quatre années, de 1858 à 1862, M. Ferland sut attirer au tour de sa chaire un auditoire quelquefois fort nombreux, toujours très attentif et avide de sa parole. L’affluence fut considérable surtout au moment où le professeur déroula les péripéties de ce drame qui commença par l’expulsion des malheureux Acadiens, et se termina par la mort de Montcalm. Nous pûmes compter jusqu’à trois et quatre cents auditeurs frémissant au récit de nos malheurs, mais remplis d’admiration pour les glorieuses actions de nos ancêtres », écrit C. E. Legaré, ptre, dans sa notice sur l’auteur du tome 2 datée du 13 janvier 1865 »

Le Cours d’histoire du Canada est « une réponse aux libéraux ainsi qu’au prêtres historiens trop bavards sur les conflits qui avaient divisé le clergé dans l’histoire nationale. (…) À part cette préoccupation centrale qui avait pour but de démontrer l’influence bienfaisante du clergé et du catholicisme sur la société coloniale, Ferland a notamment réussi, mieux que tout autre écrivain canadien-français du XIXe siècle, à décrire la civilisation amérindienne sans donner dans la discrimination de l’autochtone si courante à l’époque. Il a compris que les Amérindiens se sentaient aliénés par la présence européenne. De là, explique-t-il, leur acharnement contre l’homme blanc ».

« Au moment de leur publication, les cours d’histoire du Canada de Ferland se sont mérité les éloges de la critique. Ils correspondaient à l’idéologie cléricale nationaliste en voie de dominer la pensée canadienne-française. C’est durant les années 1880 que la représentation du passé construite par le clergé fait l’objet de la censure libérale. (…) Mais les attaques isolées de quelques francs-tireurs libéraux ne devaient pas mettre en péril la crédibilité de Ferland, écrit l’historien Serge Gagnon. »

« Contemporain de Garneau et de Faillon, Ferland conçoit l'histoire comme un héritage national dans l'éclairage d'une inébranlable adhésion aux principes catholiques. La documentation de Ferland est plus complète que celle de Garneau qui, cependant, lui est supérieur par le jugement et l'esprit de synthèse. D'après Thomas-M. Charland,, Ferland «semble avoir fait porter tout son effort sur l'agencement du récit. Il déroule sans arrêt le fil des événements, sans s'occuper d'en articuler la marche, d'en dégager la trame. Aussi a-t-il donné l'impression d'être un annaliste plutôt qu'un historien ». »

Pour l’historien Serge Gagnon, le style de Ferland se démarque de ses contemporains. Il note que chez Ferland « (…) la raison du savant l'emporte presque toujours sur la rhétorique patriotarde. Les envolées ne sont pas son fait. Dans le premier tome, il faut attendre les deux dernières pages pour retrouver le ton oratoire qu'emploie continuellement Casgrain. Les dernières lignes du second tome laissent difficilement imaginer qu'on est rendu au terme d'un ouvrage somme toute magistral : « Un certain nombre de provinciaux (…) profitèrent de ces clauses (droit d'émigrer dans les dix-huit mois), et laissèrent le pays pour retourner en France dans les années 1763 et 1764. » Combien d'autres auraient trouvé là matière à épiloguer sur le sort de la colonie ? ».
Jean-Baptiste-Antoine Ferland faisait partie de ce mouvement littéraire qu'on appelait l'« École de Québec » et à laquelle sont associées des personnes illustres de l'histoire littéraire québécoise : Antoine Gérin-Lajoie, Octave Crémazie, Pierre-Joseph-Olivier Chauveau, Étienne Parent, Joseph-Charles Taché et Henri-Raymond Casgrain,,.

## Opuscules
En 1863, Ferland publie, dans Foyer canadien, des extraits de récits de voyage de son protecteur, Mgr Joseph-Octave Plessis, ainsi qu’une courte biographie de ce dernier. « À vrai dire, cette biographie ne s'éloigne jamais du panégyrique. Rédigeant ces pages en tant que Canadien et catholique, Ferland admet n'avoir fait que « poser des jalons pour indiquer la route à ceux qui entreprendront l'œuvre patriotique d'ériger un monument littéraire à la mémoire de l'illustre prélat ». Les manuels d'histoire ont entériné l'interprétation donnée par Ferland et ont fait du premier archevêque de Québec un défenseur de l'école française qui a su s'imposer aux autorités britanniques. Mais cette interprétation est aujourd'hui remise en question», écrit l’historien Frédéric Ogé.
Ces « Opuscules » de Jean-Baptiste-Antoine Ferland, publiés en 1876, sont des textes parus dans Foyer canadien et Soirées canadiennes. L’ouvrage compte cinq chapitres, le premier consacré à Louis-Olivier Gamache (1784-1854) et les quatre autres au Labrador. L’ouvrage « révèle en lui non seulement un conteur-né, mais surtout un naturaliste de qualité », écrit l’historien Maurice Lebel, qui ajoute « La biographie romancée de Gamache est un récit dramatique et vivant ».